# 土耳其—亞美尼亞戰爭
土耳其－亞美尼亞戰爭，土耳其稱為東線戰爭（土耳其語：Doğu Cephesi），是1920年末，土耳其國民運動與亞美尼亞民主共和國因色佛爾條約破局，而發生的軍事衝突。在艾哈邁德·陶菲克帕夏臨時政府未能贏得批准該該條約的支持後，卡茲姆·卡拉貝克爾( Kâzım Karabekir)所指揮的鄂圖曼陸軍第十五軍之殘餘部隊，襲擊了控制卡爾斯周邊地區的亞美尼亞軍隊，最終，他們奪回了以前由蘇俄割讓給鄂圖曼帝國的所有領土，也就是先前布列斯特-立陶夫斯克條約內容的一部分。
在土耳其的軍事行動宣告勝利後沒多久，蘇聯便佔領了亞美尼亞並將其赤化。蘇聯和土耳其大國民議會於1921年3月簽訂的莫斯科條約與其相關的卡爾斯條約（簽訂於後來的1921年10月）皆包括了卡拉貝克爾的要求，並確立了現今土耳其與亞美尼亞間的邊境。

## 背景
在俄羅斯帝國陷入內戰後並爆發二月革命後，南高加索便立刻宣布他們的獨立，並正式建立亞美尼亞民主共和國。在其存在的兩年中，首都位於埃里溫的小共和國被許多削弱國力的問題所困擾，包括與鄰國的領土爭端和駭人聽聞的難民危機。
亞美尼亞最嚴重的問題是它與西部鄰國鄂圖曼土耳其帝國的爭端。在亞美尼亞種族滅絕期間，大約有150萬亞美尼亞人喪生。雖然鄂圖曼帝國軍隊最終佔領南高加索到1918年夏，並且準備要粉碎共和國，亞美尼亞立刻展開抵抗直到十月底，當鄂圖曼帝國與其餘同盟國先後投降。儘管鄂圖曼帝國被盟軍部分瓜分，並且在奇里乞亞戰役中被法亞美尼亞軍隊入侵，但土耳其人直到1919年2月才將軍隊撤回戰前的俄土邊界，並維持在其邊境沿線調動許多軍隊。

## 布爾什維克與土耳其國民運動
在第一次世界大戰期間和隨後在巴黎舉行的和平談判中，盟軍發誓要懲罰土耳其人（並非全部人都是如此），並獎勵在帝國東部省份建立新生的亞美尼亞共和國。但盟軍更關心的是與德國和其他同盟國的歐洲成員締結和平條約。在與近東有關的問題上，英國、法國、義大利和美國等主要大國在他們將要承擔的勢力範圍上存在利益衝突。雖然盟國之間存在嚴重的內部爭端，美國不願承認亞美尼亞。而鄂圖曼帝國的不滿分子也在1920年開始否認鄂圖曼政府在君士坦丁堡作出的決定，凝聚並形成了以穆斯塔法·凱末爾帕夏所主導的土耳其國民運動。土耳其民族主義者認為對於前鄂圖曼帝國土地的任何分割（以及隨後分配給非土耳其國家）都是不可接受的。他們公開的目標是「保證國家的安全和統一」。布爾什維克主義者對此表示同情，因為它們之間有一個共同點，即反對「西方帝國主義」。
1920年4月26日，凱末爾答應與當時布爾什維克的領袖：佛拉迪米爾·列寧，協調他與布爾什維克「反對各個帝國主義國家對其之打擊」的軍事行動，並要求5萬土耳其里拉黃金以及軍備，來「急救」對他的部隊。 1920年，列寧政府向凱末爾派提供了6000支步槍、500萬多發步槍子彈和17600發子彈，以及200.6公斤金條；在接下來的兩年裡，援助金額持續地有所增加。在莫斯科條約的談判中，布爾什維克要求土耳其人割讓巴統和納希切萬; 他們還要求在海峽的未來地位上獲得更多的權利。儘管土耳其人做出了讓步，但財政和軍事供應卻遲遲沒有到來。直到在決定性的薩卡里亞戰役（1921年8月至9月）之後，援助才開始更快速地流入。經過長時間的拖延，亞美尼亞人於1920年7月從盟軍那裡收到了大約40,000件制服和25,000支帶有大量彈藥的步槍。
直到1920年8月，盟軍才以《色佛爾條約》的形式起草了近東和平解決方案。當年5月，美國拒絕承擔亞美尼亞的任務，但盟國委託美國劃定共和國的西部邊界。美國將東部六個省份中的四個分配給鄂圖曼帝國，其中包括一個通往黑海的出口。 色佛爾條約證實了凱末爾對盟軍瓜分帝國的計劃的懷疑。根據歷史學家理查·蓋柏·霍萬尼斯 的說法，他下令入侵亞美尼亞的決定旨在向盟國表明「該條約不會被接受，除非西方準備好提供符合土耳其國家條約原則的新條款，否則和平將不會存在。」 

## 軍事行動

### 早期階段
根據土耳其和蘇聯的消息表示，早在1920年6月，土耳其就已經制定了收回東部鄂圖曼帝國土地的計劃。而依據土耳其消息來源，Bilâl Şimşir便確定了安卡拉政府將在6月中旬開始準備東征。敵對行動首先是由凱末爾派軍隊開始的。卡茲姆·卡拉貝克於1920年6月9日被指派指揮新成立的東線戰場，並於6月13日或14日被授予對東線所有文職和軍事官員的權力。那個夏天，土耳其和亞美尼亞軍隊在卡爾斯周邊地區頻繁地發生小規模衝突，但直到9月才爆發全面性戰爭。在凱末爾確信盟軍不會來保衛亞美尼亞，並且意識到亞美尼亞領導人未能獲得蘇聯之承認的狀況下，他下令指揮官卡茲姆·卡拉貝克爾將軍進入亞美尼亞控制的領土。 9月13日凌晨2時30分，土耳其第十五軍的5個營襲擊了亞美尼亞陣地，令奧爾圖和佩內克的分佈稀少且準備不足的亞美尼亞軍隊大吃一驚。. 拂曉，卡拉貝克的部隊佔領了佩內克，亞美尼亞人遭受至少200傷亡後，被迫向東撤退至薩勒卡默什。由於盟軍和蘇俄都沒有對土耳其的行動做出反應，9月20日，凱末爾授權卡拉貝克繼續推進並奪取卡爾斯和卡厄茲曼。
此時卡拉貝克的第十五軍已經發展到四個師的規模。9月28日凌晨3:00，第十五軍的四個師向薩勒卡默什推進，造成當地亞美尼亞居民的恐慌，以至於第二天土耳其人進入該鎮時，居民便已經離開了。武裝部隊開始向卡爾斯進發，但被亞美尼亞人的抵抗所拖延。10月初，亞美尼亞政府懇求盟軍進行干預並阻止土耳其前進，但無濟於事。英國在近東的大部分可用部隊都集中在鎮壓伊拉克的部落起義上，而法國和義大利也在敘利亞附近與土耳其革命者作戰。義大利控制的安塔利亞亦然。鄰國喬治亞在衝突期間則宣布中立。
10 月 11 日，蘇聯全權代表鮑里斯·勒格蘭帶著一份文本抵達埃里溫，談判新的蘇亞協議。 10月24日簽署的協議獲得了蘇聯的支持。該協議最重要的部分是關於卡爾斯的，亞美尼亞同意承諾它。土耳其民族運動對蘇聯和亞美尼亞之間可能達成的協議感到不滿。卡拉貝克被大國民議會政府告知有關鮑里斯·萊格蘭協議的信息，並下令解決卡爾斯問題。亞美尼亞和蘇維埃俄羅斯簽署協議的同一天，卡拉貝克將他的部隊向卡爾斯轉移。

### 佔領卡爾斯及亞歷山德羅波爾

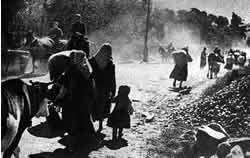
正逃離卡爾斯的亞美尼亞市民，土耳其軍隊隨後便佔領卡爾斯

10月24日，卡拉貝克的軍隊對卡爾斯發起了一場新的大規模戰役。亞美尼亞人因而被迫放棄了這座城市，該城市在10月30日完全被土耳其占領。土耳其部隊繼續前進，在卡爾斯被佔領一個星期後，他們佔領了亞歷山德羅波爾（今久姆裡，亞美尼亞。） 11月12日，土耳其還抓獲的戰略燿村阿欣，亞美尼亞前首都阿尼東北的一處廢墟，並且計劃向埃里溫移動。11月13日，喬治亞打破中立。它已與亞美尼亞達成協議，入侵1919年初作為兩國之間的中立區且具有爭議（Shulavera Condominium）的洛里地區。

### 亞歷山德羅波爾條約

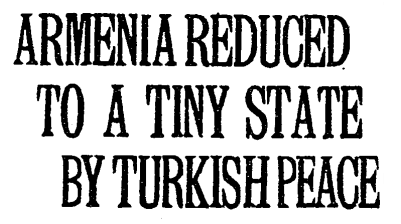
1920年12月10日時，一篇來自紐約時報的文章

位於亞歷山德羅波爾總部的土耳其軍隊向亞美尼亞當局發出最後通牒，而他們被迫接受。他們隨後提出了更激進的要求，並威脅到亞美尼亞作為一個可行實體的存在。亞美尼亞當局起初拒絕了這一要求，但當卡拉貝克的軍隊繼續往首都推進時，他們別無選擇，只能投降。 1920年11月18日，他們達成了停火協議。在入侵期間，土耳其軍隊在卡爾斯和亞歷山德羅波爾對亞美尼亞平民實施了大規模暴行。其中包括強姦和屠殺，數以萬計的平民被處決。
由於卡拉貝克和亞美尼亞外交部長亞歷山大·哈蒂西揚正在談判一場失敗的條款，約瑟夫·史達林在弗拉基米爾·列寧的指揮下，命令格里戈里·奧爾忠尼啟則從亞塞拜然進入亞美尼亞，以便在該國建立一個新的親布爾什維克政府。11月29日，蘇聯第11集團軍在卡拉萬薩萊（今伊傑萬）入侵亞美尼亞。
埃里溫和埃奇米阿津於1920年12月2日被布爾什維克軍隊佔領後，亞美尼亞政府於1920年12月3日簽署了亞歷山德羅波爾條約，儘管它不再是一個法律實體。該條約要求亞美尼亞解除其大部分軍隊的武裝，並割讓《色佛爾條約》授予亞美尼亞的所有鄂圖曼領土。亞美尼亞議會從未批准該條約，因為蘇聯入侵同時發生，共產黨接管了該國。

## 後續
1920年11月下旬，亞美尼亞發生了由蘇聯支持的共產主義起義。1920年11月28日，他們從沙魯爾（11月20日）和卡拉巴赫（11月21日）入侵亞美尼亞，由阿納托利·格克爾指揮的第11紅軍越過亞美尼亞和蘇聯亞塞拜然之間的分界線。第二次蘇亞戰爭持續了一周。六年的戰爭和衝突使亞美尼亞軍隊和人民筋疲力盡，因而無法積極的抵抗。
當紅軍於1920年12月4日進入埃里溫時，亞美尼亞共和國政府實際上已經投降了。12月5日，亞美尼亞革命委員會（主要由來自亞塞拜然的亞美尼亞人組成）也進入了該市。最終在12月6日，費利克斯·捷爾任斯基的秘密警察契卡進入了埃里溫。蘇聯控制了亞美尼亞，亞美尼亞不再作為一個獨立國家存在。此後不久，布爾什維克宣布亞美尼亞蘇維埃社會主義共和國成立。

### 清算
外高加索的戰爭在土耳其大國民議會（GNAT）（1923年宣布成立土耳其共和國）和蘇維埃俄羅斯（RSFSR）之間的友好條約中得到解決。1921年3月16日簽署了名為「莫斯科條約」的「友誼和兄弟情誼共存的條約」 。隨後的卡爾斯條約由亞塞拜然蘇維埃社會主義共和國、亞美尼亞蘇維埃社會主義共和國、喬治亞蘇維埃社會主義共和國和GNAT的代表簽署，將阿扎尔割讓給蘇維埃喬治亞換取卡爾斯的領土（今天土耳其的卡爾斯、厄德爾省和阿爾達漢省）。後來的納希切萬蘇維埃社會主義自治共和國也根據該條約，在亞塞拜然的保護下建立。

## 外部連結
- 鄂圖曼帝國的分裂
- 蘇維埃俄國
- 土耳其獨立戰爭
- 亞美尼亞民主共和國
- 阿塞拜疆-亚美尼亚战争
- 高加索戰役 (第一次世界大戰)